# Ахмад бин Али Аль Тани
Ахмад бин Али Аль Тани (Ахмад бин Али бин Абдалла бин Джасим бин Мухаммед Аль Тани) (1920, Доха — 25 сентября 1977, Лондон) — 1-й эмир Катара из династии Аль Тани (24 октября 1960 — 22 февраля 1972).

## Биография
Ахмад Аль Тани родился в 1920 году в Дохе, столице Катара. Второй сын шейха Али бин Абдаллы Аль Тани (1949—1960).
24 октября 1960 года шейх Али бин Абдалла отказался от власти в пользу своего сына Ахмада бин Али. Причиной отречения стали финансовые противоречия шейха Али с другими членами клана Аль Тани.
Однако новый эмир Ахмад бин Али мало уделял времени управлению государством. В октябре того же 1960 года Ахмад объявил своим наследником и заместителем двоюродного брата Халифу бин Хамада.
Эмир Ахмад много времени проводил за границей, проматывая деньги в европейских и ливанских казино. Фактическим правителем Катара стал его двоюродный брат Халифа бин Хамад, который начал проведение преобразований. В 1961—1968 годах было принято около ста новых законов. В том числе были созданы министерства, организован Совет министров, стали функционировать гражданские суды. Пересмотру подвергалась вся финансовая политика государства — стал приниматься ежегодный бюджет, начали разрабатываться программы экономического развития Катара. Были утверждены нормы коммерческой деятельности, правила создания смешанных компаний, а также правила, регулирующие отношения между работодателями и наёмными рабочими. В 1964 году был учреждён Национальный Банк Катара.
В апреле 1970 года была принята конституция. Власть эмира оставалась ничем не ограниченной, но при нём был создан консультативный совет с совещательными функциями. В мае того же года шейх Халифа бин Хамад был назначен первым премьер-министром Катара. В то же время велись переговоры с правительством Великобритании о предоставлении Катару свободы. 1 сентября 1971 года была провозглашена независимость эмирата.
22 февраля 1972 года  двоюродный брат Ахмада шейх Халифа бин Хамад, получив поддержку армии и сил безопасности, совершил государственный переворот. Эмир Ахмад бин Али, находившийся за границей, был объявлен низложенным. Новым эмиром Катара стал Халифа бин Хамад (1972—1995).
Первоначально Ахмад бин Али проживал в Дубае, при дворе своего тестя, эмира Рашида ибн Саида Аль Мактума. Из Дубая он переехал в Лондон, где он скончался 25 ноября 1977 года.

## Семья
Шейх Ахмад бин Али Аль Тани был женат на дочери Шейха Рашида ибн Саида Аль Мактума (1912—1990), эмира Дубая (1958—1990). В браке было 7 сыновей и дочь.
- Шейх Абдулазиз бин Ахмад Аль Тани (1946—2008), наследный принц
- Шейх Насер бин Ахмад Аль Тани
- Шейх Хамада бин Ахмад Аль Тани
- Шейх Сауд бин Ахмад Аль Тани
- Шейха Мунира бинт Ахмад Аль Тани
- Шейх Абдалла бин Ахмад Аль Тани
- Шейх Халид бин Ахмад Аль Тани
- Шейх Мансур бин Ахмад Аль Тани